# Inversiula patagonica
Inversiula patagonica is een mosdiertjessoort uit de familie van de Inversiulidae. De wetenschappelijke naam van de soort is voor het eerst geldig gepubliceerd in 1991 door Hayward en Ryland.